# Муреш (жудец)
Жуде́ц Му́реш (рум. Județul Mureș, венг. Maros megye) — румынский жудец в регионе Трансильвания.

## География
Жудец занимает площадь в 6714 км².
Граничит с жудецами Харгита на востоке, Алба и Клуж на западе, Бистрица-Нэсэуд и Сучава на севере, Сибиу и Брашов на юге.

## Население
В 2007 году население жудеца составляло 581 759 человек (в том числе мужское население — 284 678 и женское — 297 081 человек), плотность населения — 86,64 чел./км².
| Год  | Население |
| ---- | --------- |
| 1930 | 425 721   |
| 1948 | 461 403   |
| 1956 | 513 261   |
| 1966 | 561 598   |
| 1977 | 605 345   |
| 1992 | 610 053   |
| 2002 | 580 851   |
| 2011 | 531 380   |

## Административное деление
В жудеце находятся 4 муниципиев, 7 городов и 91 коммуна.

### Муниципии
- Тыргу-Муреш (Târgu Mureş)
- Акецари (Acățari)
- Синкраю-де-Муреш (Sâncraiu de Mureș)
- Сигишоара (Sighişoara)
- Регин (Reghin)
- Тырнэвени (Târnăveni)

### Города
- Йернут (Iernut)
- Лудуш (Luduş)
- Совата (Sovata)
- Меркуря-Ниражулуй (Miercurea Nirajului)
- Сэрмашу (Sărmaşu)
- Сынджорджу-де-Пэдуре (Sângeorgiu de Padure)
- Унгени (Ungheni)